# Woschod 2
Woschod 2 (ros. Восход-2) – radziecki załogowy lot kosmiczny przeprowadzony w ramach programu Woschod. Był to pierwszy lot kosmiczny, podczas którego człowiek wykonał spacer kosmiczny. Spacerowi poświęcono radziecki film W skafandrze nad planetą z 1965.

## Załoga
- Paweł Bielajew (1) – dowódca
- Aleksiej Leonow (1) – drugi pilot, który wykonał spacer kosmiczny (jako pierwszy człowiek)

## Historia
W pośpiechu z obawy, że Amerykanie mogą przeprowadzić jako pierwsi spacer kosmiczny (ostatecznie doszło do tego w czerwcu 1965 podczas lotu kosmicznego Gemini 4), zmodyfikowano statek Wostok dodając do niego śluzę umożliwiającą etapowe wyjście z kabiny w przestrzeń kosmiczną. Czasu na trening było niewiele, a specjalny skafander ledwo mieścił się we włazie. 14 stycznia 1965 rozpoczęto treningi w komorze niskich ciśnień. Ze względów technicznych testowanie skafandra mogło odbyć się tylko do wysokości 37 kilometrów, co w trakcie lotu mogło zakończyć się katastrofą.

## Przebieg lotu

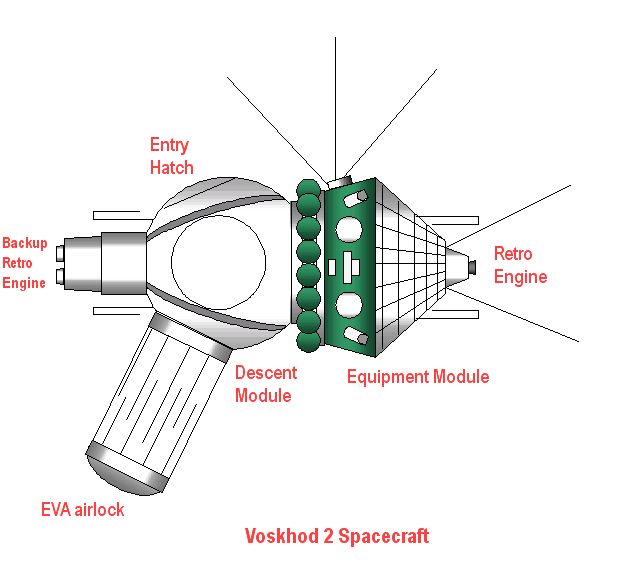
Schemat statku Woschod 2

### Opis pojazdu
Do lotu Woschod 2 użyto statku Woschod 3KD, będącego modyfikacją statku Wostok, wyposażoną w zapasowy silnik hamujący (do wykorzystania w razie awarii silnika głównego) oraz nadmuchiwaną śluzę powietrzną o nazwie Wołga umożliwiającą wyjście z kabiny i spacer kosmiczny. Wprowadzenie śluzy było konieczne, gdyż przy wyjściu z pojazdu bez użycia blokady nastąpiłaby natychmiastowa dekompresja i śmierć załogi (kosmonauci startowali i lądowali bez skafandrów, a tylko jeden mógł wyjść na zewnątrz w skafandrze). W przeciwieństwie do statku Woschod 1, Woschod 2 mógł pomieścić tylko dwóch kosmonautów.

### Start i spacer kosmiczny

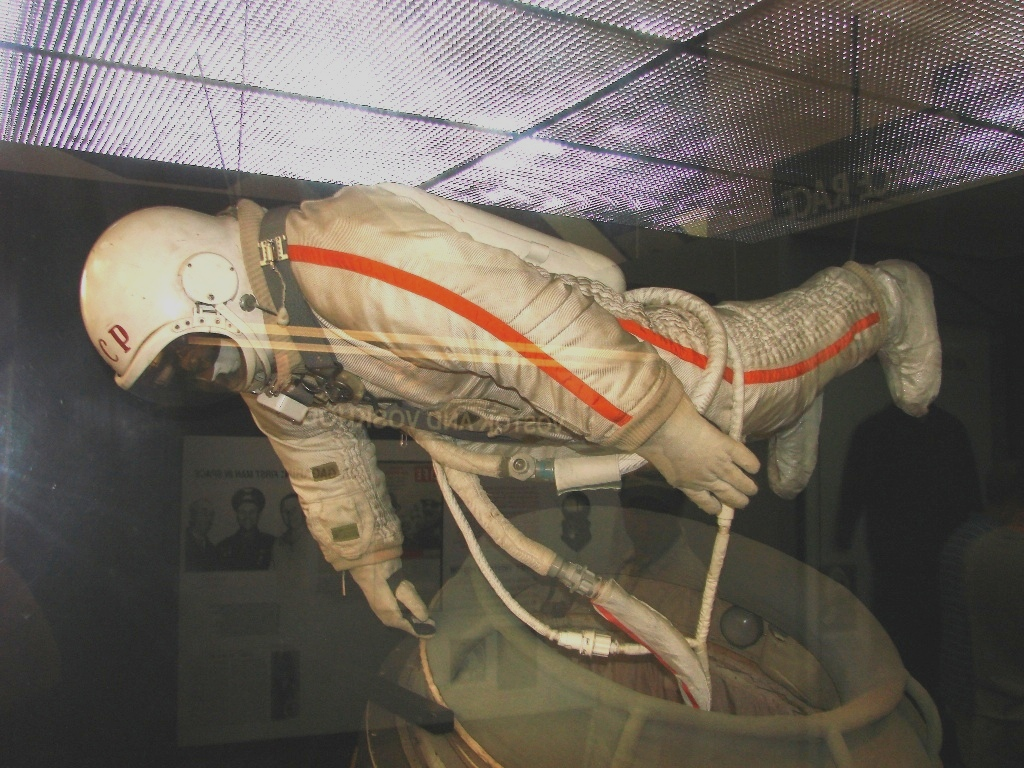
Skafander, w którym Leonow opuścił statek

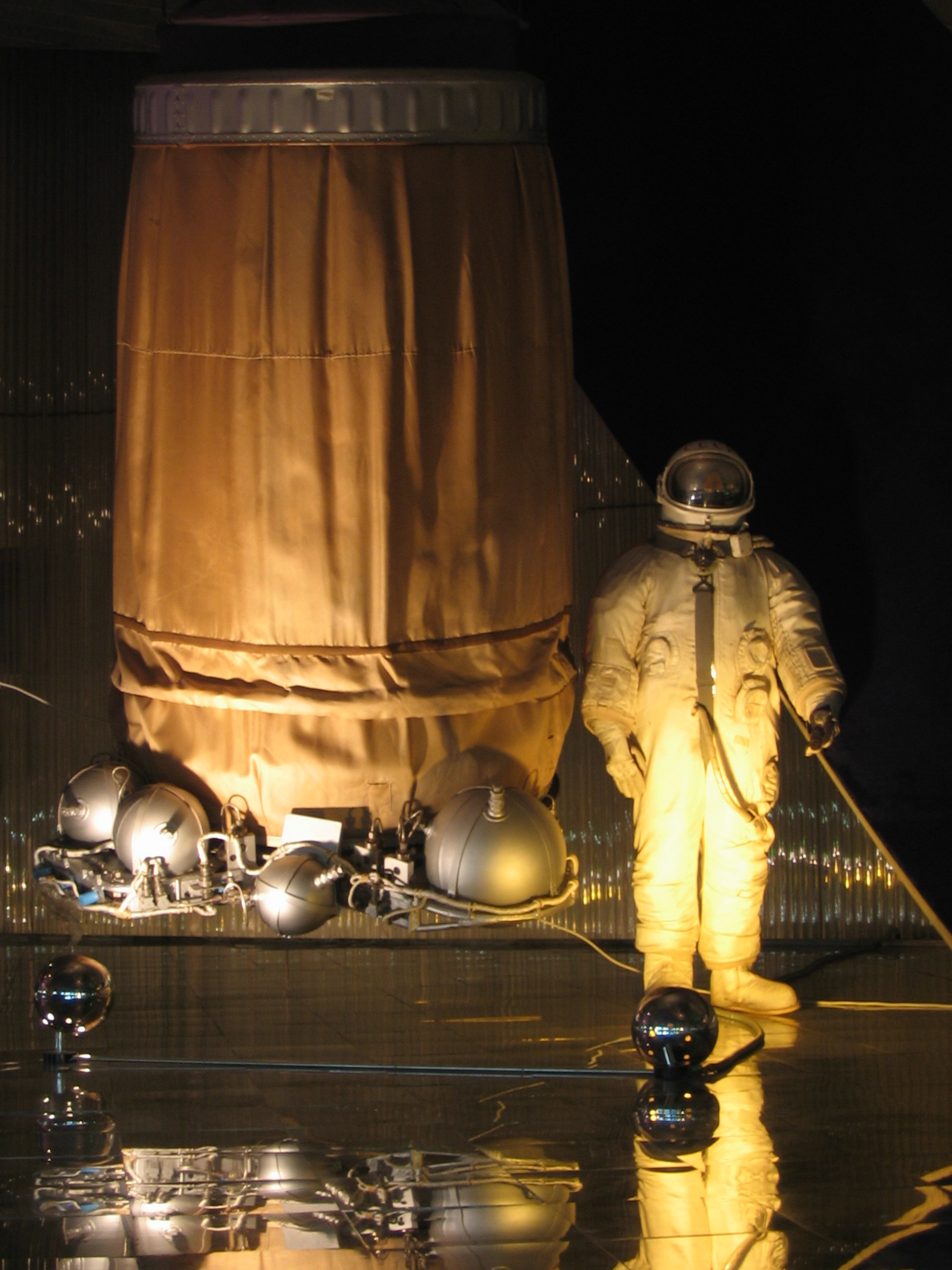
Rozwijana śluza powietrzna statku Woschod 2

Woschod 2 wystartował 18 marca 1965 o godz. 07:00 GMT z Kompleksu nr 1 w kosmodromie Bajkonur. O godz. 08:34, czyli na początku drugiego okrążenia, kiedy Woschod 2 przelatywał nad północną Afryką, z pojazdu wyszedł Aleksiej Leonow ubrany w skafander Bierkut (zmodyfikowana wersja skafandra SK-1 użytego w misjach programu Wostok, umożliwiająca spacer kosmiczny na orbicie okołoziemskiej). Z trudem przedostał się z lądownika do śluzy. Z powodu ciasnoty mógł wyjść jedynie głową w przód. Bielajew zamknął właz kabiny, a Leonow otworzył zawór spustowy powietrza i zetknął się z próżnią. Ciśnienie tlenu w skafandrze rozdmuchało jego wnętrze. Ręce wysunęły się z rękawic, a nogi z butów. Nie pomogło ściąganie taśm regulujących i ruchy kończyn były bardzo utrudnione. Kosmonauta mimo to otworzył właz śluzy i po chwili znalazł się na zewnątrz. Spędził on poza pojazdem 12 minut i 9 sekund. Kosmonauta oddalił się od statku na odległość 5 m, z którym łączył go dość sztywny przewód. Utrudniało to „pływanie”. Nie mógł utrzymać stabilnej pozycji. Podczas orbitowania posługiwał się ręczną kamerą filmową. Przebieg spaceru był przekazywany przez kamery telewizyjne na Ziemię. Spacer zakończyłby się katastrofą, gdyż podczas powrotu do pojazdu skafander Leonowa zwiększył swoje rozmiary uniemożliwiając wejście do śluzy. Wbrew ustaleniom wsunął się do śluzy nie nogami, jak zakładano ale, głową do przodu. W rozdętym skafandrze wypełnił całe wnętrze i nie mógł się obrócić. Świadomie zmniejszył ciśnienie w skafandrze. Skafander zmniejszył swoją objętość i udało mu się obrócić wewnątrz śluzy o średnicy zaledwie jednego metra, by wpłynąć do kabiny nogami. Wysiłek był bardzo duży, a tętno wzrosło do 190 uderzeń na minutę. Wskutek wysiłku doznał udaru cieplnego i zaczął się dusić. Bez upewnienia się o hermetyczności śluzy otworzył przyłbicę hełmu przy otwartym włazie lądownika. Po zamknięciu włazu, w lądowniku zaczęło gwałtownie rosnąć ciśnienie tlenu. Groziło to, że przy najmniejszej iskrze może dojść do eksplozji. Przyczyną było włączenie niechcący przewodem łączącym skafander ze statkiem przełącznika zwiększającego ciśnienie.

### Problemy z lądowaniem
Zgodnie z planem manewr lądowania miał być rozpoczęty podczas 17. okrążenia Ziemi. Wskutek defektu czujnika Słońca w systemie orientacji zaszła konieczność wyłączenia automatycznego sterowania fazą lądowania i w czasie następnego okrążenia manewr lądowania został wykonany ręcznie przez Bielajewa. Było to pierwsze wykonanie procedury ręcznego lądowania. Nie mogli poinformować o tym Ziemi, gdyż znajdowali się poza strefą łączności z Ziemią. 19 marca 1965 statek wylądował w rejonie miasta Perm w trudno dostępnych rejonach Uralu w zachodniej Syberii. Przez cztery godziny nie było informacji o lądowaniu, aż piloci śmigłowca ratowniczego zauważyli na północnym Uralu w tajdze spadochron. Po trzech dniach przebywania w bardzo mroźnych warunkach dotarła pomoc.
Obecnie kapsułę powrotną Woschoda 2 można oglądać w muzeum RKK Energia w Korolowie.